# Emily Osment
Emily Jordan Osment (Los Ángeles, 10 de marzo de 1992), conocida como Emily Osment, es una actriz, actriz de voz y cantautora estadounidense. Después de aparecer en varias películas y series de televisión en su infancia, Osment saltó a la fama por su papel como Gerti Giggles en Spy Kids 2 y Spy Kids 3-D y por ser coprotagonista de la serie original de Disney Channel nominada al Emmy, Hannah Montana como Lilly Truscott, así como la película de la serie, Hannah Montana: La película. También interpretó a Cassie Keller en The Haunting Hour: Don't Think About It, a Melissa Morris en la película Dadnapped de Disney Channel y a Mandy MacAllister en Young Sheldon y Georgie & Mandy's First Marriage.
Emily entró al mundo de la música grabando sencillos de soundtracks para películas y álbumes de Disney. Según una entrevista en los Grammy 2008, Emily se encontraba escribiendo algunas canciones junto a Eve 6 y para el año 2009 firmó con la discográfica Wind-up Records y lanzó "All The Way Up", el primer sencillo de su EP debut, All the Right Wrongs, lanzado el 26 de octubre del 2009. El EP debutó en el Billboard 200 y sus canciones ocuparon los primeros puestos en el Canadian Hot 100 y Radio Disney. El EP fue promocionado con una gira en 2010 llamada Clap Your Hands Tour, que visitó Estados Unidos.
Su álbum debut Fight or Flight, fue lanzado el 5 de octubre del 2010 e incluye los sencillos "Let's Be Friends" y "Lovesick", que tuvieron buena recepción en las listas de éxitos. Osment escribió varias canciones del álbum y trabajó junto a Tom Higgenson de Plain White T's, Toby Gad, Mandi Perkins y con los integrantes de Eve 6, Max Collins y Tony Fagenson. Emily define su música como «pop definitivamente, pero con un aire de rock alternativo». En octubre de 2010 inició su segunda gira, Fight or Flight Tour, cuya primera fecha tuvo lugar en São Paulo, Brasil.
En 2011 protagonizó la película Cyberbully, de ABC Family, que recibió críticas positivas. Ese mismo año prestó su voz al personaje de Pep Cortez para la película Beverly Hills Chihuahua 2 y lo repitió en 2012 para Beverly Hills Chihuahua 3. En 2013 interpretó a Roxie en la web serie Cleaners, producida por Crackle. En 2014 protagonizó la película A Daughter's Nightmare de Lifetime y Kiss me de Studio Universal. En 2014 a 2018, protagoniza la serie de televisión Young & Hungry de ABC Family, en donde interpreta a Gabi Diamond.
En julio de 2015, coprotagonizó la película No Way Jose, en la que interpretó el papel de Summer Stern. En agosto del mismo año, se unió al elenco recurrente de la serie cómica de CBS Mom, en donde interpretará a Jodi. Es hermana del reconocido actor Haley Joel Osment.

## Primeros años
Emily Jordan Osment nació en Los Ángeles, California, Estados Unidos el 10 de marzo de 1992, hija del actor Michael Eugene Osment y Theresa Seifert, una profesora de inglés. Su padre ha aparecido en varias películas y apareció en una película de Emily, Soccer Mom. Es la hermana menor del actor nominado al premio Óscar Haley Joel Osment.

## Carrera profesional

### 1998-2005: inicios de su carrera
Su introducción en la industria del entretenimiento se empezó a inicios del año 1998 a sus 5 años de edad, cuando fue elegida en un comercial de la empresa de entrega de flores FTD. Desde allí, fue haciendo un sinnúmero de comerciales y anuncios de televisión, posteriormente hizo su debut como actriz en la película The Secret Life of Girls en 1999. Ese año coprotagonizó, junto a Glenn Close, en el telefilm de Hallmark Clásico Sarah, Plain and Tall: Winter's End, un papel que le llevaría una nominación al Young Artist Awards. Desde entonces, pasó a aparecer en series de televisión como Touched by an Angel, Friends y 3rd Rock from the Sun.
En el 2002, Osment hizo su debut en el cine como Gerti Giggles en Spy Kids 2: The Island of Lost Dreams, que recaudó 119 millones dólares a nivel mundial y por la que ganó el premio Young Artist Award a la mejor interpretación en una película. En el 2003, volvió a interpretar su papel en la tercera entrega de la serie, Spy Kids 3-D: Game Over, que recaudó 197 millones de dólares en todo el mundo. Osment también hizo un papel de voz la película de Disney Lilo & Stitch 2: Stitch Has a Glitch y un papel de voz en Edward Fubbwupper Fibbed Big.

### 2006-2007:Hannah Montanay salto a la fama

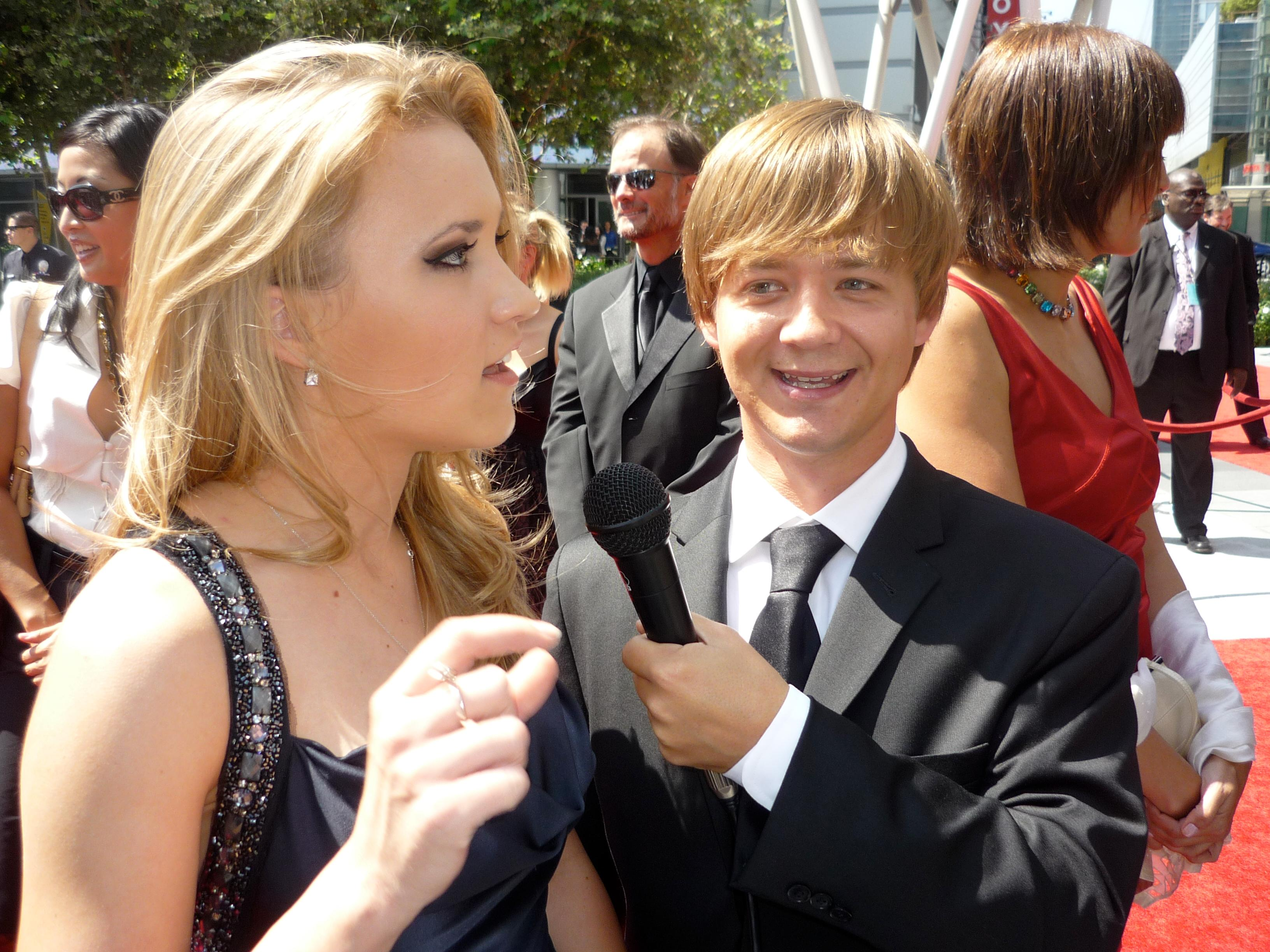
Emily con su compañero de reparto de Hannah Montana, Jason Earles

A finales del 2005, Osment consiguió el papel de Lilly Truscott, en la serie original de Disney Channel Hannah Montana. La serie rompió récords de audiencia para Disney Channel con 5.4 millones de espectadores, una respuesta "más allá de nuestras expectativas", según el presidente de Disney Channel Entertainment. La demostración le valió una nominación a los premios Young Artist Awards en el 2007 a un mejor rendimiento en una serie de TV (Comedia o Drama). Osment también apareció en la promoción de Hannah Montana, Hannah Montana's Backstage Secrets, en el que interpreta a Lola en una entrevista ficticias en el canon de la serie. Además, Osment ayudó a diseñar algunas de las piezas de la colección de ropa de Hannah Montana de Disney, que lanzó la última parte en el verano del 2006.
A finales de 2006, Emily aportó su voz en la película animada Holidaze: The Christmas That Almost Didn't Happen y cantó dentro de ella "One Day" y "Don't Ya Just Love Christmas". Emily canta el coro de la canción de Billy Ray Cyrus "You've Got a Friend", de su álbum del 2007 Home at Last. Osment también ha grabado una canción titulada "I Don't Think About It" de The Haunting Hour: Don't Think About It, para el cual se hizo un video musical. El video fue lanzado en el DVD Haunting Hour y se estrenó en Cartoon Network.
El 25 de diciembre, Osment fue sede de la Walt Disney World Christmas Day Parade con su coestrella Mitchel Musso. En el desfile estuvo presente Miley Cyrus y el elenco de High School Musical. Osment y Musso realizaron un sketch de un episodio de Hannah Montana. Osment también tenía una voz a través de papel en una película llamada Holidaze: The Christmas That Almost Didn't Happen, que también contó con las voces de los compañeros de las estrellas de Disney Channel Brenda Song y Dylan y Cole Sprouse. Emily interpretó varias canciones para la película, incluyendo "Don't Ya Just Love Christmas" y "One Day".
También interpretó a una chica gótica en The Haunting Hour: Don't Think About It, coprotagonizada junto a Cody Linley. La película le valió otra nominación a los premios Young Artist Awards en el 2008 a la mejor actuación en una película para televisión, miniserie o especial en actriz joven. En el 2007, Osment fue estrella invitada en Kelly & Tall Skunk Girl y en el show Shorty McShorts' Shorts.

### 2008-2011: Álbum debut y carrera musical

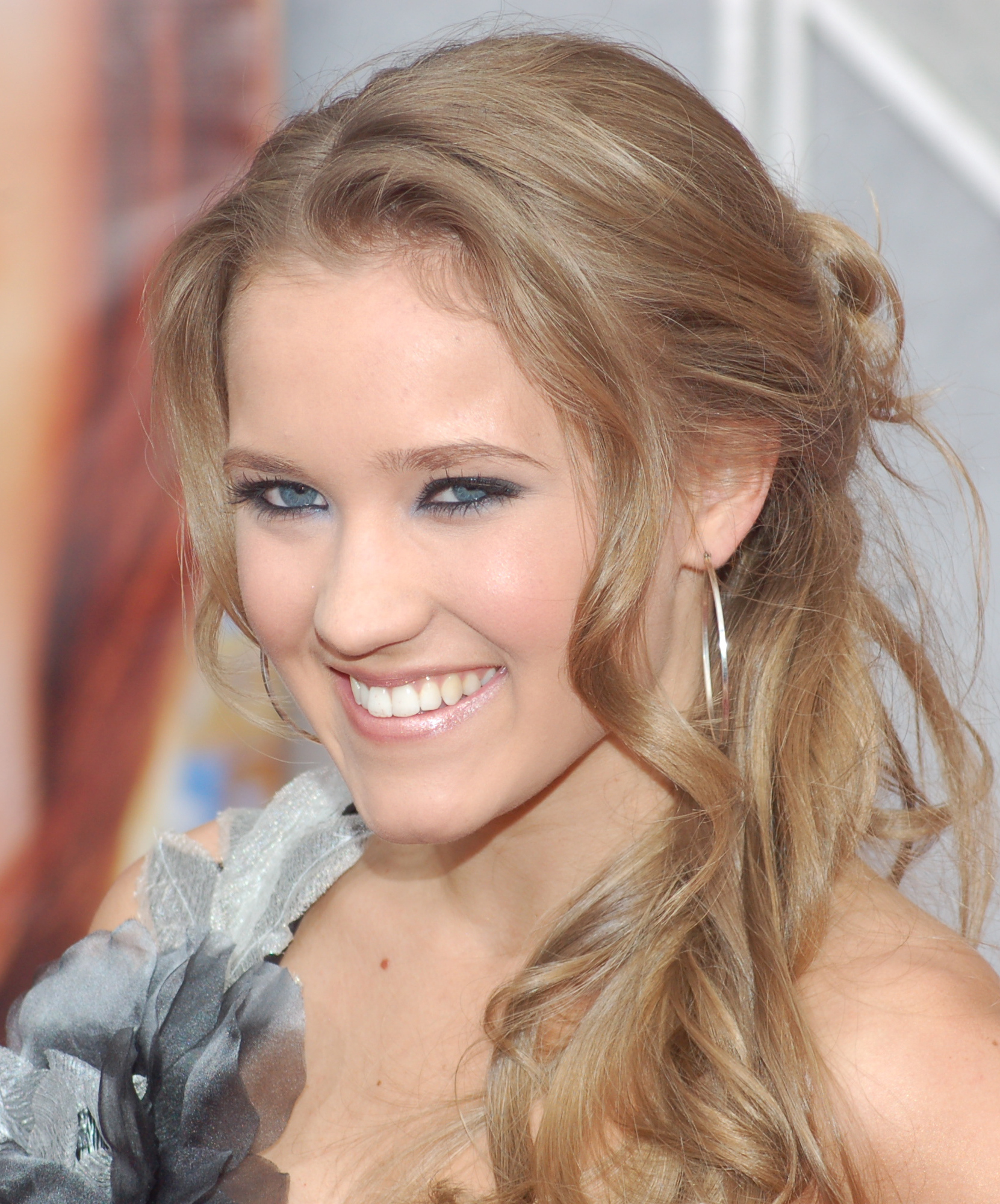
Emily Osment en la premiere de Hannah Montana: The Movie en 2009.

En el 2008, filmó una nueva película titulada Soccer mom. En abril de ese año, la revista Parade y Forbes clasificó a Osment en el puesto número 1 de su lista Hot Kid Stars To Watch. En 2009, Osment protagonizó la película de televisión original de Disney Channel, Dadnapped, la cual se estrenó el 16 de febrero, superando en rating a la película de Nickelodeon, Spectacular! ya que ambas se transmitieron el mismo día y a la misma hora. Ese año, en abril, coprotagonizó Hannah Montana: La película, película basada en la serie. En mayo de 2010, Emily terminó de grabar los episodios de la cuarta y última temporada de Hannah Montana en la que estuvo casi 5 años cuando empezó la producción a mediados de 2005; Emily declaró que los años siguientes años se dedicaría exclusivamente a su carrera musical y realizaría pequeñas apariciones en televisión y cine.
Osment también grabó una versión adaptación de la canción «If I Didn't Have You» con Mitchel Musso para el DisneyMania 6, la canción fue producida por Bryan Todd. Los dos también filmaron un vídeo musical para su nueva versión.. Además, Osment también grabó una canción, lanzada en el 2008, con The Disney Channel Circle of Stars. Osment registró una versión de "Once Upon a Dream" para el lanzamiento de La Bella Durmiente Edición Platino 50. La canción salió al aire en Disney Channel el 12 de septiembre del 2008. Osment también grabó una canción llamada "Hero in Me" por su película de Disney Channel, Dadnapped. También filmó un vídeo musical para acompañarlo. La canción también apareció en el álbum recopilatorio de Disney de Disney Channel Playlist, lanzado el 9 de junio del 2009.

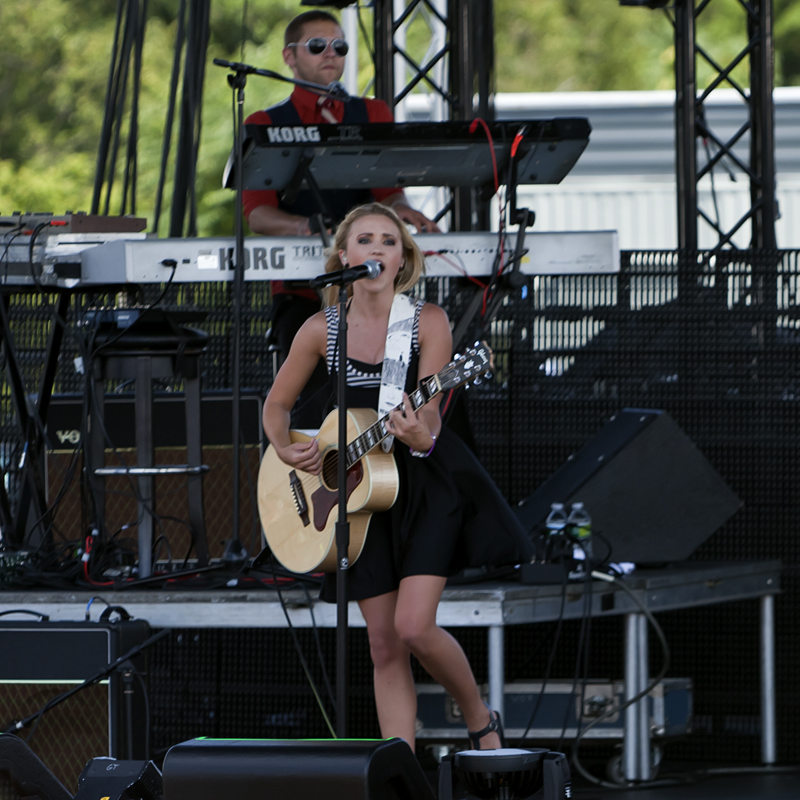
Emily en concierto, julio de 2010

Según una entrevista de audio con Osment en el backstage de los Grammy de 2008, ella estaba escribiendo y grabando pistas con Eve 6. En una entrevista con Half Taft Blue en el 2008, Osment dijo que estaba trabajando en su EP All the Right Wrongs, aunque el sonido sería completamente diferente desde el pop de Disney. Para el 18 de septiembre del 2009, Osment escribió las canciones que aparecerían en este EP en su página oficial de Twitter. El EP fue lanzado por Wind-up Records el 27 de octubre del 2009. Osment se establece en escribir la mayoría de las canciones del álbum, con la nueva pista All The Way Up, que se estrenó en Radio Disney en agosto de 2009, seguido del segundo sencillo, "You Are The Only One" en febrero de 2010.
Osment describe su música como «pop decididamente, pero con un aire de rock alternativo». En diciembre de 2009, Osment anunció planes para comenzar a trabajar en su álbum debut, después de que la promoción de All the Right Wrongs terminara, ha colaborado en canciones con Tom Higgenson, Max Collins, Tony Fagenson, Toby Gad y Perkins Mandi.

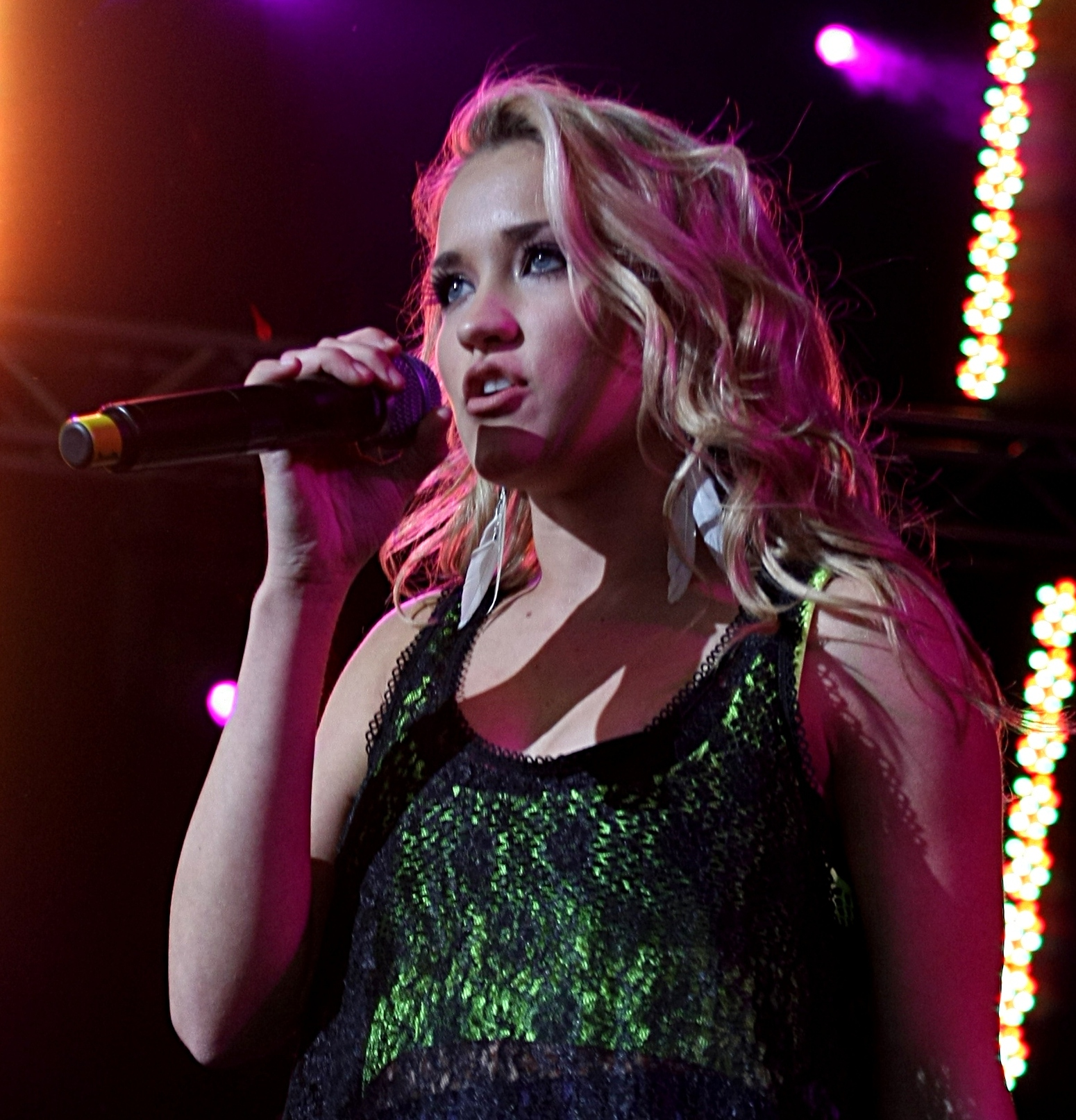
Emily Osment interpretando una de sus canciones en, mayo de 2010

Osment confirmó a través de su cuenta de Twitter que estaría de gira. La gira estuvo bajo el nombre de Clap Your Hands Tour y contó con nueve fechas por Estados Unidos.En 24 de marzo, Osment confirmó en Good Day NY que su álbum debut se fijó para ser lanzado a finales del verano. El primer sencillo de su álbum debut, "Let's Be Friends", se estrenó en la página "JSYK" el 7 de junio de 2010 y el video musical el 12 de agosto, ocupando el top 20 en varias listas europeas. Su álbum debut Fight or Flight fue lanzado el 5 de octubre de 2010. El 7 de septiembre lanzó el segundo sencillo "Lovesick" recibiendo críticas positivas, el video fue estrenado el 31 de diciembre mostrando una nueva imagen futurista de Osment. En octubre realizó su segunda gira Fight or Flight Tour para promover su primer álbum Fight or Flight. Incluyó conciertos en América del Norte, Europa y América Latina. Inició el 30 de octubre de 2010 en São Paulo (Brasil) y finalizó el 8 de diciembre de 2010 en Appleton (Estados Unidos).
Emily se presentó en los MTV Europe Music Awards 2010 el 7 de noviembre en Madrid, España, entregando el premio a Justin Bieber por mejor artista masculino.
En marzo de 2010 prestó su voz para el personaje secundario Kendall Celeste Perkins en la serie animada Kick Buttowski: Suburban Daredevil de Disney XD.
En 2011 Osment protagonizó para la cadena ABC una película para televisión sobre una joven que sufre ciber-acoso llamada Cyberbully que se estrenó el 17 de julio de 2011. ABC colaboró con la revista Seventeen para hacer el film con la esperanza de que ayudara a eliminar el acoso por Internet. Rodada en Montreal,  se lanzó en DVD el 7 de febrero de 2012. Las críticas fueron generalmente positivas y tuvo 3,4 millones de espectadores el día de su estreno.

### 2012-2015:Young & Hungryy otros proyectos
En 2012, Osment anunció que sería estrella invitada en un episodio en la serie Life with Boys de Nickelodeon y cuatro episodios en la serie animada Padre de familia. Osment volvió a prestar su voz para el personaje de Pep Cortez en la película Beverly Hills Chihuahua 3 de Disney Channel Original Movie, que fue lanzada en DVD el 18 de septiembre de 2012 siendo este uno de sus últimos trabajos en Disney.
Emily Osment confirmó a través de su cuenta oficial de Facebook que dejó su sello discográfico Wind-up Records y ha puesto en marcha un proyecto independiente con aires folk/indie/country en una banda llamada Ramshackle conformada por ella y su amigo Dan Schechter, presentándose en bares, en el legendario Trobadour y su más reciente aparición en el Spiedie Fest 2013 interpretando covers de The Beatles, R. Kelly y su sencillo "Lullaby".
En 2013 tuvo una participación especial en el episodio "Bazinga! That's From a TV Show" para la serie Two And A Half Men, donde interpretó el papel de Ashley. También protagonizó el cortometraje Seasick Sailor, dirigido por Devon Bostick y Torre Catalano, que ha sido presentado en algunos festivales de cine e incluso ganó el premio al Mejor corto narrativo en el Festival de Cine de Los Ángeles. Osment protagonizó la web serie Cleaners, donde interpreta a Roxie, una peligrosa asesina, y que era transmitida por el canal Crackle.

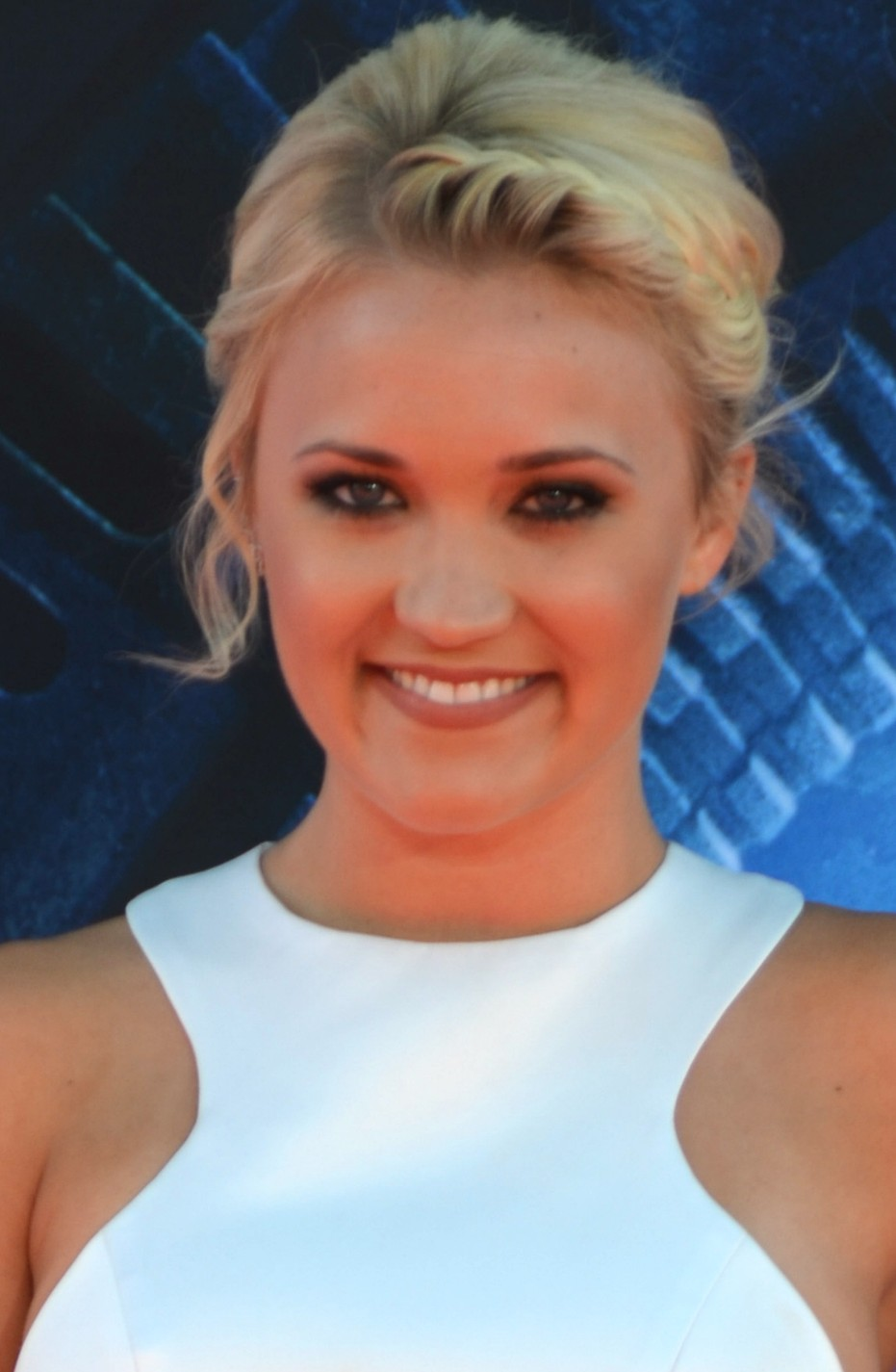
Osment en la premiere de Guardianes de la Galaxia en 2014

Otros de sus proyectos cinematográficos fue la película dramática Kiss me (2014), dirigida por Jeff Probst y que protagonizó junto a la actriz irlandesa Sarah Bolger. También filmó en Kelowna, Canadá, el thriller A Daughter's Nightmare en el que es coprotagonista junto a la actriz Victoria Pratt, grabando la canción "In Case Of Fire" para la banda sonora de la película. Uno de sus últimos trabajos en 2014 fue la finalización del rodaje de la segunda temporada de la web serie Cleaners.
También participa en la nueva serie de ABC Family Young & Hungry, producida por la actriz y cantante Ashley Tisdale. Osment consiguió ser nominada por ella en los Tenn Choice Awards 2014 en la categoría Estrella de Televisión del Verano: Mujer y otra vez en 2015 dentro de la categoría Mejor Actriz en Comedia de TV. La serie fue confirmada el 29 de septiembre de 2014, para tener una segunda temporada en 2015. Osment prestó su voz para una nueva versión de la serie Rainbow Brite, los primeros episodios empezaron a transmitirse a principios de noviembre de 2014.
En 2015 coprotagonizó la película No Way Jose, que inició su producción en 2013 y fue estrenada el 7 de julio de 2015. En ella interpreta a Summer Stern, la media hermana del protagonista al que intenta ayudar con su problemática vida.  En agosto de 2015 fue fichada para un rol recurrente para la tercera temporada de la serie Mom emitida por la cadena CBS. Interpretaba a Jodi, una joven drogadicta que vive en la calle y a la que Christy (interpretads por Anna Faris) y Bonnie (interpretada por Allison Janney) intentarán ayudar a mantenerse limpia. La tercera temporada se estrenó el 5 de noviembre de 2015. Pero finalmente el personaje de Osment, Jodi, murió de una sobredosis a mitad de la temporada, en una decisión tomada cuando fue concebido.

### 2016-presente:Almost Familyy regreso musical
Su siguiente proyecto cinematográfico fue la película Love is all you need? que tuvo su estreno el 5 de marzo de 2016 en el Festival de Cinequest. La película, también protagonizada por Briana Evigan, Tyler Blackburn y Jeremy Sisto, es un drama independiente y ambientado en un mundo donde ser gay es normal y las personas heterosexuales son intimidadas.
En 2018, Osment protagonizó la película navideña Christmas Wonderland junto a Ryan Rottman para Hallmark Channel, donde interpretó a Heidi Nelson una exitosa pintora. Ese mismo año, participó del cortometraje Tea Time with Mr. Patterson y fue fichada para protagonizar un piloto titulado 25 para la cadena CBS, el cual nunca se emitió. También tuvo un destacado rol en la serie The Kominsky Method de Netflix, donde interpretó a Theresa, una de las estudiantes de actuación de Sandy Kominsky (Michael Douglas). La serie con tres temporadas y Osment recibió por tres nominaciones al Mejor Reparto de Televisión - Comedia del Sindicato de Actores de Cine. La tercera y última temporada se estrenó el 28 de mayo de 2021.
Osment confirmó a través de su cuenta oficial de Facebook que el 8 de marzo de 2019 lanzaría «Black Coffee Morning» su primer sencillo bajo el alias musical de Bluebiird. El sencillo fue seguido por «Sailor», que fue estrenado el 26 de abril del mismo año y el 21 de junio lanzó «Good Girl» respectivamente. El 27 de septiembre lanzó su EP titulado When I Loved You. Al mismo tiempo, Emily se unió el elenco principal junto a Brittany Snow y Megalyn Echikunwoke de la serie dramática Almost Family de FOX, donde interpreta a Roxy Doyle una deportista olímpica retirada que descubre que fue concebida por un médico especialista en fertilidad, que utilizó su propio esperma para hacerlo.
El 8 de octubre del 2021, Netflix estrenó la serie de comedia de situación Pretty Smart protagonizada por Osment. El 27 de abril de 2022, Netflix canceló la serie de una sola temporada. Ese año, también protagonizó nuevamente una película navideña para Hallmark Channel titulada A Very Merry Bridesmaid junto a Casey Deidrick. En 2022, se unió al elenco de Young Sheldon, durante su quinta temporada, en el papel de Mandy, una joven que se convierte en el interés amoroso de Georgie y finalmente queda embarazada de su hijo. Poco después, su personaje fue promovido al elenco principal para la sexta temporada hasta séptima temporada. Osment retomará a Mandy en la serie derivada de Young Sheldon Georgie & Mandy's First Marriage.
En 2023, Osment interpretó a Magan Fieramusca en la película de Lifetime Stolen Baby: The Murder of Heidi Broussard como parte de sus largometrajes «Rippled from the Headlines» que destallaba los crimines titulares cometidos por el personaje de Osment.

## Otros proyectos

### Imagen y productos
Osment firmó un acuerdo para aparecer en la campaña nacional Smart Girls Rock para la marca con sede en Nueva York Star Vainilla. «Es una nueva línea para las niñas, las prendas son realmente de mezclilla y muy femeninas con un toque punk.» Osment promocionó su canción "I Don't Think About It" con el lanzamiento de la campaña y el comercial. A fines de ese verano, Disney lanzó una colección de ropa de Hannah Montana, que Osment ayudó a diseñar. Su imagen se utilizó en algunas de estas piezas, al igual que en otros artículos relacionados con Hannah Montana, como muñecas y DVD.

### Filantropía

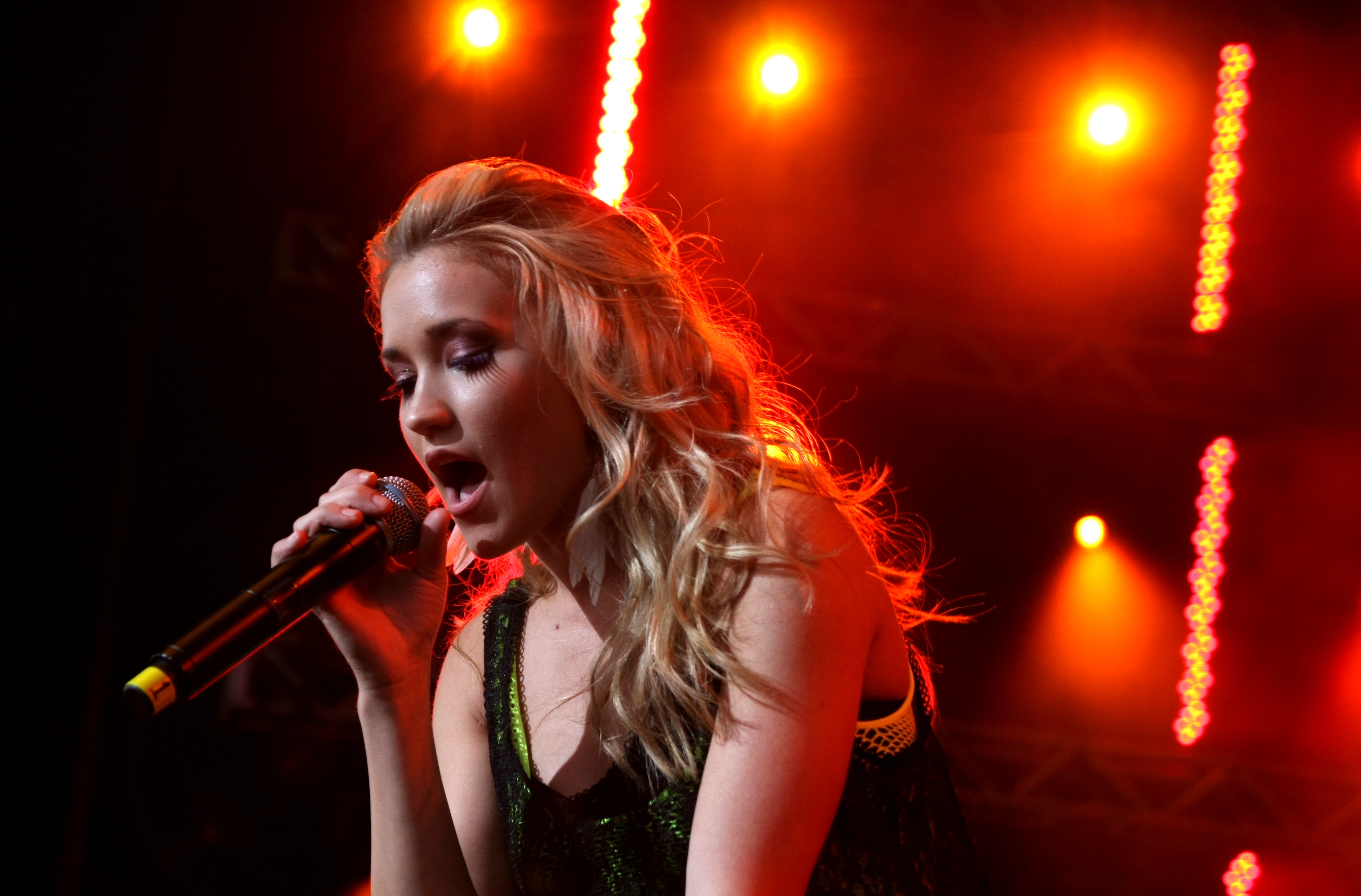
Imagen de Osment en un concierto en 2010.

Ella accedió a firmar con CosmoGIRL! camisas para el presidente de una subasta de caridad en línea. En el 2007, Osment había diseñado una línea de camisetas para 2lovecollection.com, cuya recaudación se destinó a la Fundación Make-a-Wish y al St. Jude Research Hospital.
A principios del 2008, Osment participó en el Disney Channel Earth Day, donde ella y otras estrellas de Disney se reunieron con TreePeople para enseñar a los niños cómo cuidar el medio ambiente con pequeños cambios en sus hogares y barrios. Emily también forma parte del proyecto verde, Disney's Friends For Change, una iniciativa a favor del medio ambiente creada en el 2009, la campaña quiere que los jóvenes conozcan la situación actual medioambiental y se involucren con ella en su alrededor, los niños tienen la oportunidad de elegir a donde irá el millón de dólares destinado que Disney enviará a estos programas ambientales.
Recientemente Osment fue galardonada como Celebridad U.G.L.Y. del 2011 en la séptima entrega anual de Celebridad del Año, un prestigioso galardón que fue entregado a Osment gracias a los votos de los jóvenes estadounidenses impresionados con el rendimiento de la actriz en su última película para televisión, Cyberbully.
«Ella siempre ha sido un modelo positivo para los adolescentes, y lo sigue haciendo con sus puntos de vista que positivos y cuando se hace a la gente darse cuenta de que la intimidación está en todas partes y que no está bien», explicó el votante adolescente Alyx V. «Yo admiro a Emily y su fuerza, y que a pesar de que admitió que nunca siendo intimidado antes, ella puede saber que es algo que daña a las personas y las personas que necesitan saber que no hay que pensar que estamos solos en su dolor. Siempre es fácil para los de los que han sufrido la ira de un matón para entender lo que los adolescentes están pasando y que quieren ayudar, y lo mismo pasa con las familias de aquellos que han sido intimidados... pero a veces pienso que una persona verdaderamente grande es aquel que sin haber sufrido así, y aun así, fuera de su propia bondad, quiere ayudar a los que sufren.»
La prevención del bullying es la misión fundamental de Hey U.G.L.Y organización internacional sin fines de lucro que patrocina el premio anual a través de su programa de alfabetización de los medios de comunicación y que aseguró:

«En honor a la película de Emily y el reciente aumento de suicidios de adolescentes, comenzamos CyberbulliedUnite.org y vincular al 43% de los adolescentes que están siendo acosados para saber que no están solos»
Betty Hoeffner, co-fundadora y presidenta de HU.

El 9 de octubre de 2015, Osment participó en el evento BOO2Bullying, cuyo fin era despertar la conciencia sobre la intimidación y apoyar aún más la terapia de arte, tutoría, programas de divulgación y actividades educativas ofrecidas por BOO2Bullying.

## Vida personal
Participó en el 10th Annual Michael Douglas & Friends Celebrity Golf Event con su hermano Haley Joel Osment.
Emily indicó que admira a Audrey Hepburn y que es una gran fan de Breakfast at Tiffany's; se ha confirmado en una entrevista con Eggplante que, si bien ella es una gran fan de Audrey Hepburn, nunca ha visto la película. También confirmó, en la misma entrevista, que sostuvo una relación complicada con alguien por unos cuantos años que tiempo después inspiraría muchas de sus canciones, incluyendo el sencillo «You Are The Only One» de su EP debut, All the Right Wrongs.
Dejó su escuela y optó por clases privadas debido a su carrera.
En 2021, Osment comenzó una relación con Jack Anthony. Anunciaron su compromiso en junio de 2023. Sin embargo, aunque se casaron en octubre de 2024, Osment firmó el divorcio en diciembre de 2024, tan sólo dos meses después del enlace.

## Filmografía

### Cine
| Año  | Título                                            | Personaje        | Notas                   |
| ---- | ------------------------------------------------- | ---------------- | ----------------------- |
| 1999 | The Secret Life of Girls                          | Miranda Aiken    |                         |
| 2002 | Spy Kids 2: Island of Lost Dreams                 | Gerti Giggles    |                         |
| 2003 | Spy Kids 3-D: Game Over                           | Gerti Giggles    |                         |
| 2005 | Lilo & Stitch 2: Stitch Has a Glitch              | Varios           | Actuación de voz        |
| 2006 | Holidaze: The Christmas That Almost Didn't Happen | Trick            | Actuación de voz        |
| 2007 | The Haunting Hour: Don't Think About It           | Cassie Keller    | Directamente para vídeo |
| 2008 | Soccer Mom                                        | Becca Handler    |                         |
| 2008 | Surviving Sid                                     | Claire           | Actuación de voz        |
| 2009 | Hannah Montana: The Movie                         | Lilly Truscott   |                         |
| 2009 | Dadnapped                                         | Melissa Morris   |                         |
| 2011 | Beverly Hills Chihuahua 2                         | Pep Cortez       | Actuación de voz        |
| 2011 | Cyberbully                                        | Taylor Hillridge |                         |
| 2012 | Beverly Hills Chihuahua 3                         | Pep Cortez       | Actuación de voz        |
| 2013 | Seasick Sailor                                    | Beck             | Cortometraje            |
| 2013 | From Up on Poppy Hill                             | Nobuko Yokoyama  | Actuación de voz        |
| 2014 | Kiss Me                                           | Shelby           |                         |
| 2014 | A Daughter's Nightmare                            | Ariel Morgan     |                         |
| 2015 | No Way Jose                                       | Summer Stern     |                         |
| 2016 | Love Is All You Need?                             | Kelly Williams   |                         |
| 2019 | Tea Time with Mr. Patterson                       | Stacey           | Cortometraje            |

### Televisión
| Año       | Título                                     | Personaje                        | Notas                                        |
| --------- | ------------------------------------------ | -------------------------------- | -------------------------------------------- |
| 1999      | Sarah, Plain and Tall: Winter's End        | Cassie Witting                   | Película para televisión                     |
| 1999      | 3rd Rock from the Sun                      | Dahlia                           | Episodio: «Dick, Who's Coming to Dinner»     |
| 2000      | Touched by an Angel                        | Alyssa                           | Episodio: «With God as My Witness»           |
| 2001      | Friends                                    | Lelani Mayolanofavich            | Episodio: «The One with the Halloween Party» |
| 2006–2011 | Hannah Montana                             | Lilly Truscott / Lola Luftnangle | Personaje principal (101 episodios)          |
| 2007      | Shorty McShorts' Shorts                    | Tall Skunk Girl / Kelly          | 2 episodios                                  |
| 2009      | Wizards on Deck with Hannah Montana        | Lilly Truscott / Lola Luftnangle | Episodio: «Double-Crossed»                   |
| 2010      | JONAS L.A.                                 | Ella misma                       | Episodio: «Boat Trip»                        |
| 2010–2012 | Kick Buttowski: Suburban Daredevil         | Kendall Perkins                  | Voz recurrente (20 episodios)                |
| 2012      | Life with Boys                             | Ella misma                       | Episodio: «Double Trouble with Boys»         |
| 2012–2021 | Padre de familia                           | Ruth Cochamer                    | Voz recurrente (26 episodios)                |
| 2013      | Two And A Half Men                         | Ashley                           | Episodio: «Bazinga! That's From a TV Show»   |
| 2013–2014 | Cleaners                                   | Roxie                            | Personaje principal (18 episodios)           |
| 2014–2018 | Young & Hungry                             | Gabi Diamond                     | Protagonista (51 episodios)                  |
| 2014      | Rainbow Brite                              | Rainbow Brite                    | Voz principal (3 episodios)                  |
| 2014      | A Daughter's Nightmare                     | Ariel Morgan                     | Película para televisión                     |
| 2015–2016 | Mom                                        | Jodi                             | 4 episodios (temporada 3)                    |
| 2018–2021 | The Kominsky Method                        | Theresa                          | Personaje recurrente (16 episodios)          |
| 2018      | Christmas Wonderland                       | Heidi Nelson                     | Película para televisión                     |
| 2019–2020 | Almost Family                              | Roxy Doyle                       | Personaje principal (13 episodios)           |
| 2021      | Pretty Smart                               | Chelsea Morgan                   | Protagonista (10 episodios)                  |
| 2021      | A Very Merry Bridesmaid                    | Leah Taylor                      | Película para televisión                     |
| 2022–2024 | Young Sheldon                              | Mandy McAllister                 | Personaje recurrente (39 episodios)          |
| 2022      | Dead End: Paranormal Park                  | Courtney                         | Voz principal (29 episodios)                 |
| 2023      | Stolen Baby: The Murder of Heidi Broussard | Magan Fieramusca                 | Película para televisión                     |
| 2024–2025 | Georgie & Mandy's First Marriage           | Mandy McAllister                 | Protagonista; también productora ejecutiva   |

### Videojuegos
| Año  | Título                             | Personaje         | Notas |
| ---- | ---------------------------------- | ----------------- | ----- |
| 2012 | Family Guy: Back to the Multiverse | Voces adicionales | Voz   |

## Discografía
| Álbum - Fight or Flight (2010) EP - All the Right Wrongs (2009) - When I Loved You (2019) | Sencillos - All The Way Up - You Are The Only One - Let's Be Friends - Lovesick | Otros - If I Didn't Have You (con Mitchel Musso) - I Don't Think About It - Once Upon a Dream - Hero In Me - Hush (con Josh Ramsay) - Drift - Wherever I Go (con Hannah Montana/Miley Cyrus) - In Case Of Fire |

## Giras musicales
- Clap Your Hands Tour (2010)
- Fight or Flight Tour (2010)